# Rohm
Rohm K.K. (jap. ローム株式会社, Rōmu kabushiki-gaisha, engl. ROHM Co., Ltd.) ist ein japanischer Hersteller elektronischer Bauelemente mit Hauptsitz in Kyōto.
ROHM wurde am 17. September 1958 von Kenichiro Sato gegründet. Ken Sato war auch langjähriger Präsident des Unternehmens. 2008 gliederte Oki Denki Kōgyō seinen Halbleiter-Geschäftsbereich als Oki Semiconductor aus, woran Rohm eine 95%ige Beteiligung erwarb. 2011 erfolgte die Umfirmierung in Lapis Semiconductor.
Das damalige Hauptprodukt waren Widerstände. Daraus leitet sich noch der Name ab: R (Resistor) + Ohm (elektrische Größeneinheit). Im Laufe der Zeit wurde das Produktsortiment um Halbleiter, ICs, LEDs, Dioden, LC-Displays und Thermodruckköpfe erweitert. Ca. 80 % des Umsatzes entstehen aus diesen Produkten.